# Сонячне (Покровський район)
Сонячне — село Очеретинської селищної громади Покровського району Донецької області, в Україні. Населення становить 0 осіб.

## Назва
10 квітня 2024 року Комітет Верховної Ради України з питань організації державної влади, місцевого самоврядування, регіонального розвитку та містобудування підтримав перейменування села на Сонячне. Остаточне перейменування відбудеться лише після успішного голосування у Верховній Раді.

## Загальні відомості
Відстань до райцентру становить близько 35 км і проходить автошляхом місцевого значення С051804 Скучне — Новоселівка Перша (9.7 км).
Землі Скучного межують із територією села Птиче Покровського району Донецької області.
Село розташоване на лівому березі Верхнього Карлівського водосховища.

## Історія
Село зайняте російськими окупантами з 19 серпня 2024 року.

## Населення
За даними перепису 2001 року населення села становило 14 осіб, із них 78,57 % зазначили рідною мову українську та 21,43 %— російську.